# Coussegrey
Coussegrey ist eine französische Gemeinde mit 190 Einwohnern (Stand: 1. Januar 2022) im  Département Aube in der Region Grand Est (vor 2016 Champagne-Ardenne). Sie gehört zum Arrondissement Troyes und zum Kanton Les Riceys. 

## Geographie
Coussegrey liegt etwa 40 Kilometer südsüdwestlich von Troyes am Flüsschen Bernon. Umgeben wird Coussegrey von den Nachbargemeinden Bernon im Nordwesten und Norden, Vanlay im Norden, Prusy im Norden und Nordosten, Chesley im Nordosten, Chaserey im Osten, Mélisey im Südosten und Süden, Molosmes im Süden und Südwesten sowie Lignières im Westen.

## Bevölkerungsentwicklung
| Jahr                       | 1962 | 1968 | 1975 | 1982 | 1990 | 1999 | 2006 | 2019 |
| Einwohner                  | 256  | 228  | 203  | 194  | 189  | 195  | 175  | 177  |
| Quellen: Cassini und INSEE |      |      |      |      |      |      |      |      |

## Sehenswürdigkeiten
- Kirche Assomption-de-la-Vierge aus dem 15./16. Jahrhundert
- Altar mit Grablegungsgruppe und Hochkreuz von 1538 in der Kapelle Saint-Jacques, Monument historique seit 1925

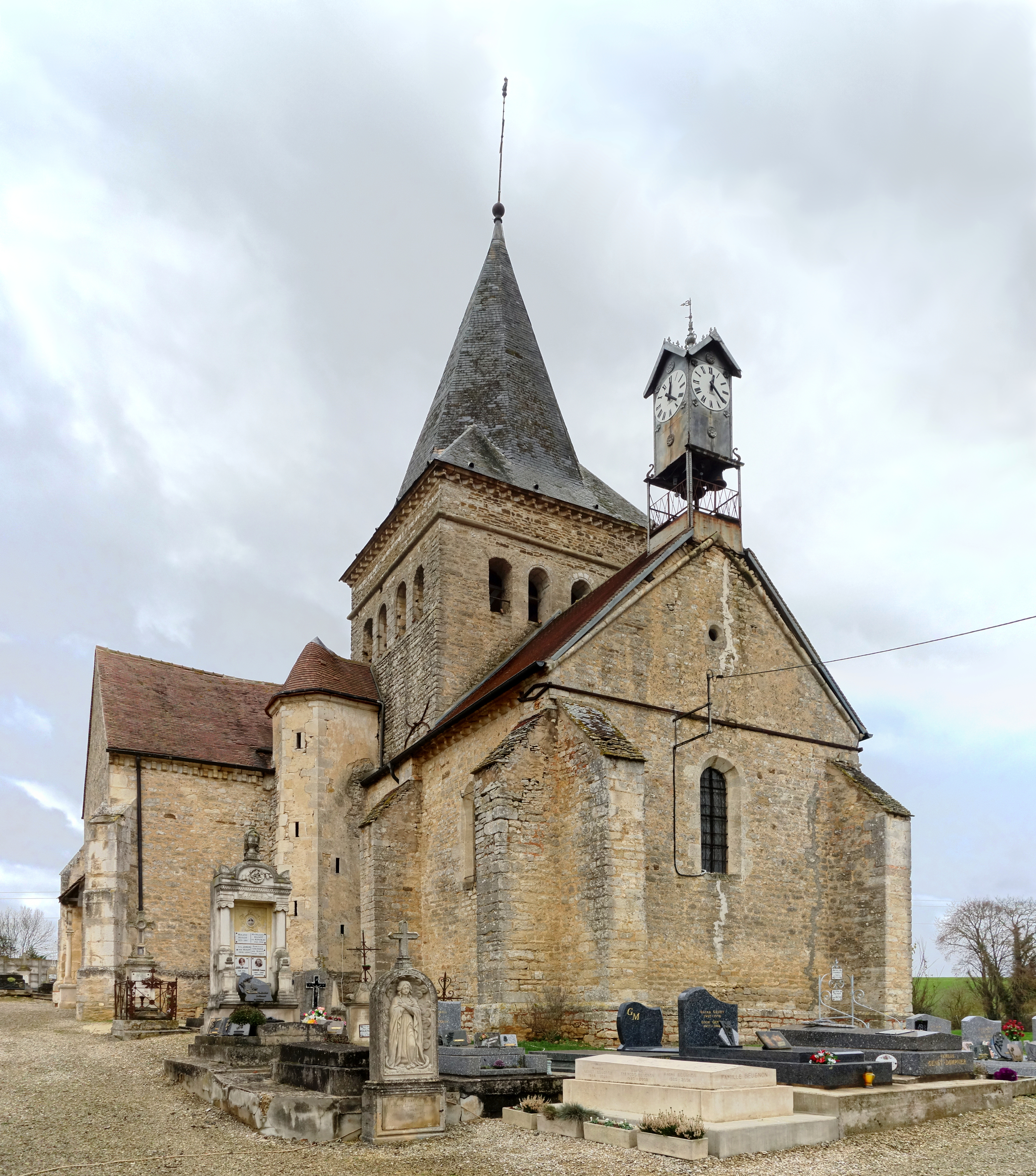
Kirche
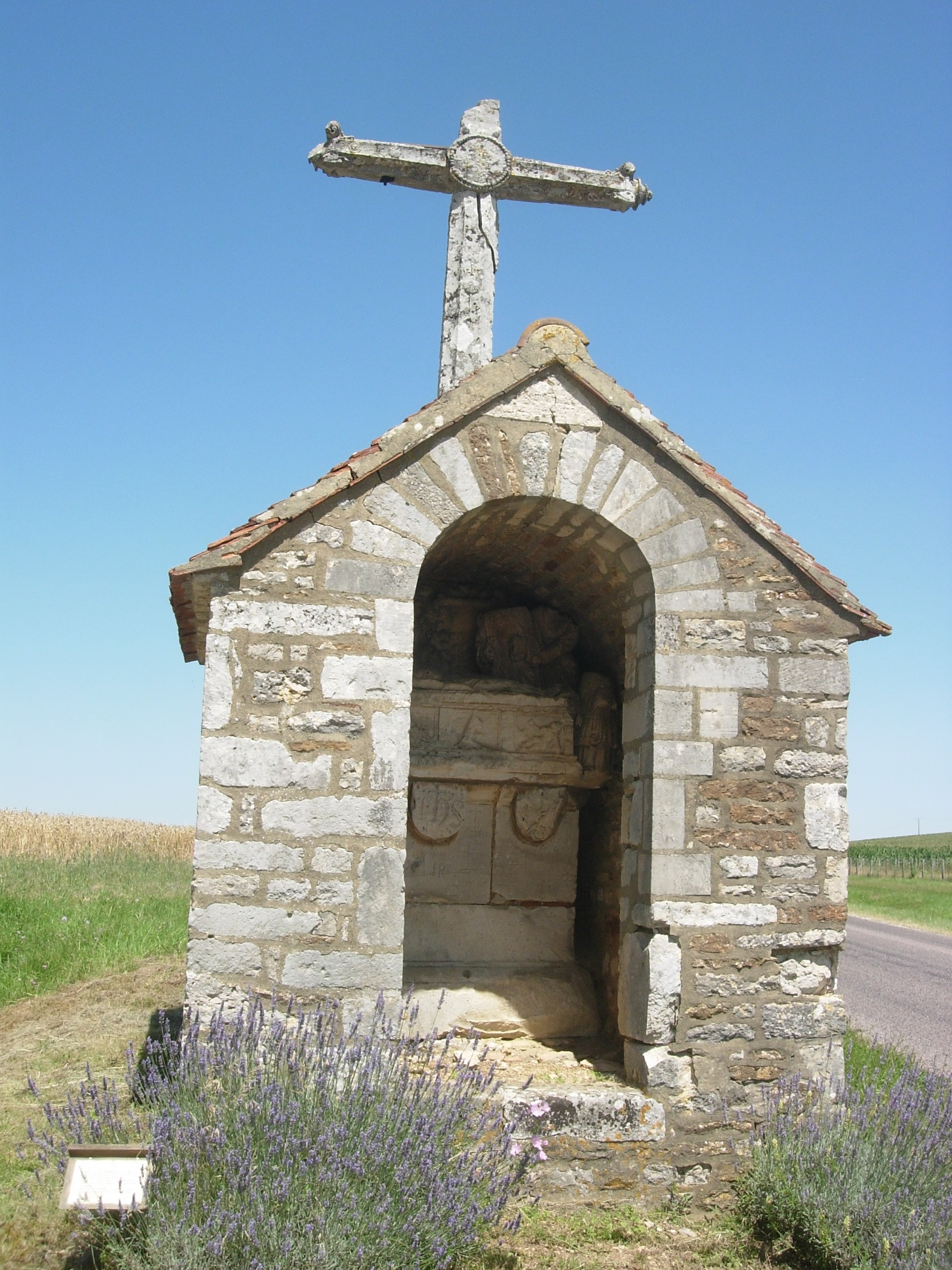
Kapelle Saint-Jacques